# Ruské dobytí Sibiře
Ruské dobytí Sibiře proběhlo během 16. a 17. století. Začalo postupnou infiltrací území, tedy vytvářením obchodních základen na území Sibiřského chanátu prostřednictvím tzv. průzkumných expedic. Když se vládce chanátu začal proti této hrozbě stavět (snahou o centralizaci a islamizaci říše, ale i přímými útoky na ruské obchodní základny), Rusové zasáhli vojensky a postupně celou Sibiř dobyli a oblast rusifikovali. Domorodé kmeny ovládli a řada z nich byla zcela vyhubena, zčásti násilnými akcemi kozáků, zčásti epidemiemi chorob, zejména neštovic.

## Válka s chanátem
Sibiřský chanát vznikl jako jeden z mnoha tatarských chanátů po rozpadu Zlaté hordy, okolo roku 1482. Vládl nad etnicky různorodým obyvatelstvem, sestávajícím z turkických Sibiřských Tatarů a Baškirů a vedle toho Chantů, Mansijců a Selkupů, hovořících jazyky uralské skupiny. Chanát spravovali mirzové (perské slovo označující knížete nebo vojenského velitele), pocházející z různých domorodých kmenů. Državy spíše jen nominálně podléhaly chánovi. O chanský trůn soupeřili dva rody, Šajbanovci a Taibugovci. Taibugovci vládli od roku 1493. Dobytí Kazaně Rusy roku 1552 vedlo taibugovského chána Jadigara ke snaze navázat přátelské vztahy s Moskvou. V cestě mu však stál šajbanovec Küčüm. Boje o trůn v letech 1556–1563 skončily Jadigarovou smrtí a nástupem Küčüma na trůn. Küčüm si byl vědom, že rozvolněnosti vlády založené na značné autonomii kmenů, a také různorodosti etnické a náboženské, využívají Rusové k postupnému rozbíjení chanátu, za pomoci tzv. průzkumných expedicí, které navazují s různými lokálními kmenovými vůdci vztahy, a ti jim umožňují vytvářet si na svém územní obchodní a etnické ostrůvky, které se vposledku stávají vojenskými základnami. Usiloval tedy o centralizaci státu, snažil se obrátit Sibiřské Tatary, převážně šamanisty, na islám, a začal na některé obchodní ruské stanice útočit.

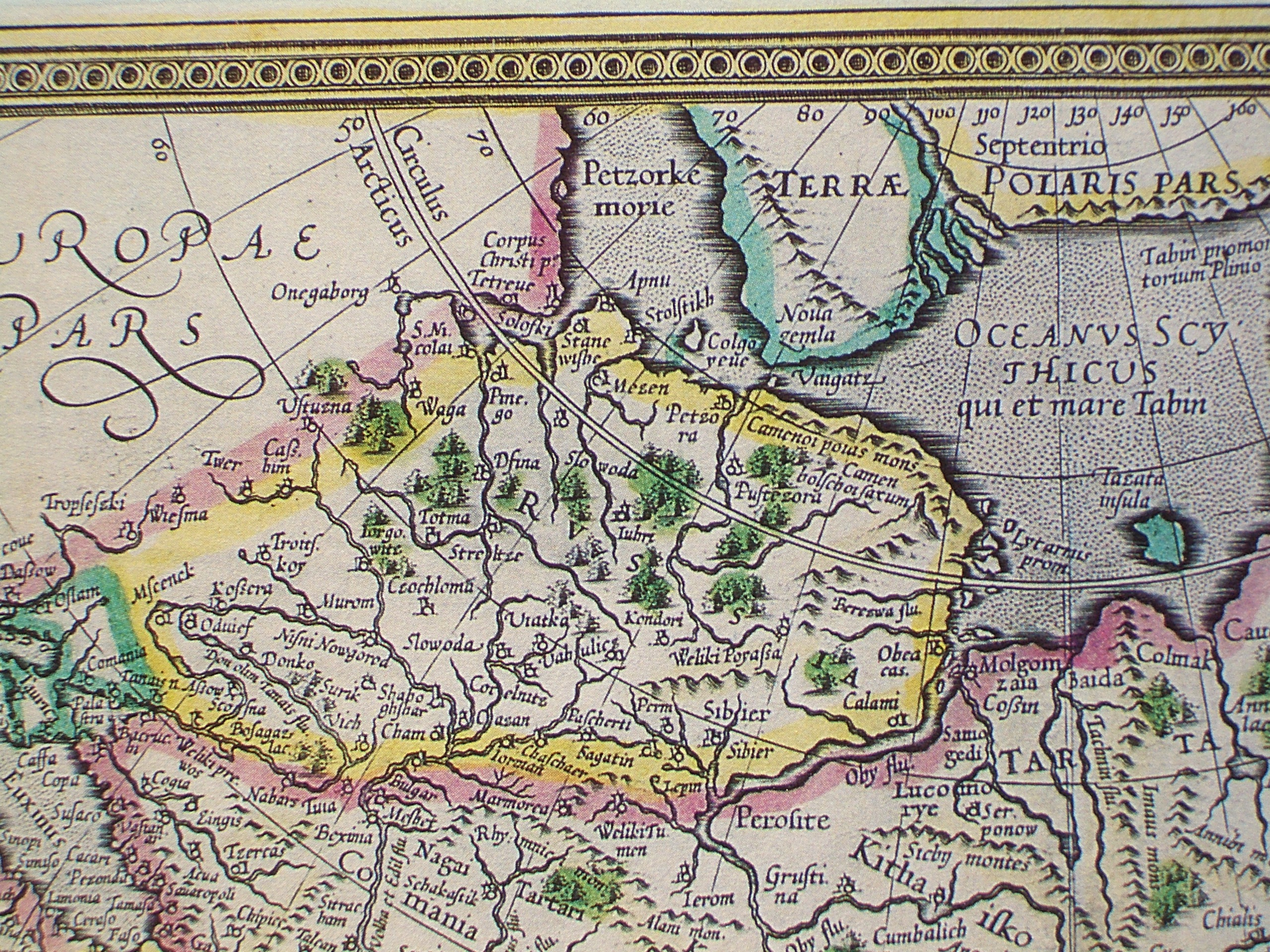
Rozloha Ruska v roce 1595

Osudovým bylo zvláště jeho rozhodnutí napadnout obchodní stanici patřící Stroganovům, nejbohatšímu ruskému šlechtickému rodu. Stroganovové vyslali v červenci 1580 do chanátu vojenskou expedici. Byla složena z 540 donských kozáků a tří set dalších ozbrojenců, Němců a Litevců, které Stroganovové koupili od ruského cara. Tuto armádu vedl kozák Jermak Timofějevič. Ten Küčümovo vojsko porazil roku 1582 v bitvě na Čuvašově mysu a 26. října vstoupili kozáci do Iskaru, hlavního města chanátu (zvaného též Kašlik nebo Sibir). Küčüm doplnil svoje vojsko a 6. srpna 1584 zahájil útok na Iskar. V bitvě padl i Jermak, pravděpodobně se utopil při ústupu přes řeku Irtyš. Zbytky Jermakových sil pod velením Mešerjaka při ústupu Iskar vypálily. Küčüm nicméně Sibiř znovu ovládl. V roce 1586 se Rusové do oblasti vrátili, poté, co si podmanili Chanty a Mansijce. Založili pevnost Ťumeň, poblíž zřícenin Iskaru, a vybavili ji silným dělostřelectvem. V roce 1587 založili Rusové pevnost Tobolsk. Nakonec byl v srpnu 1598 Küčüm poražen v bitvě o Urmin u řeky Ob. Během boje byla sibiřská královská rodina zajata Rusy. Küčüm však znovu unikl, prchl na území Nogajské hordy (další z odštěpků Zlaté hordy u břehů Kaspického moře, s turkicko-mongolským obyvatelstvem). Rusové odvlekli členy chanské rodiny do Moskvy jako rukojmí. Potomci rodiny se později stali v Rusku známými jako knížecí rod Sibirských. Je známo, že rodina přežila minimálně do konce 19. století. Sám Küčüm navázal po porážce kontakt s carem a požádal ho, aby mu udělil vládu v malém regionu na březích řeky Irtyš. To car odmítl a navrhl Küčümovi, aby přijel do Moskvy a vstoupil do carských služeb. Starý chan odmítl a zůstal v exilu. Odešel ke vzdáleným příbuzným do Bucharského chanátu (na území dnešního Uzbekistánu), který šajbanovci skutečně kdysi založili. Zemřel v Buchaře kolem roku 1605.

## Ruská expanze

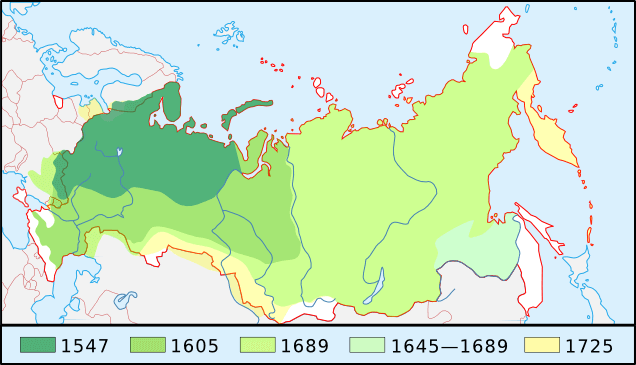
Expanze Ruska mezi lety 1547–1725

Ruskému vojenskému, politickému a etnickému ovládnutí Sibiře v 17. století už nestálo nic v cestě. Roku 1600 Rusové založili Mangazeju, první sibiřské polární město, kde začali odevzdávat jasak (daň, zejména v kožešinách) Něnci, a které se stalo základnou další expanze. K ochraně Tobolsku byla založena města Surgut a Tara, tam platili jasak Chantové. Poté Rusové překročili Ob a jeho přítoky a založili město Tomsk (1604). Poté překročili Jenisej a Turuchan a založili Turuchansk. K vybírání jasaku a jako pevnosti před dotírajícími Tatary byla založena správní střediska Jenisejsk (1619) a Krasnojarsk (1628). Po zhroucení jakéhokoli organizovaného sibiřského odporu ve 20. a 30. letech postoupili Rusové bez obtíží k jezeru Bajkal, k Ochotskému moři a k řece Amur. Tam se poprvé dostali k čínským hranicím, kde narazili na domorodce vybavené děly, což byl pro ně signál, aby svůj postup zastavili. Na východě naopak nenaráželi na odpor, ani příliš známek civilizace, a tak šli dále až roku 1639 dosáhli Tichého oceánu. To již byli daleko za hranicí původního Sibiřského chanátu, nicméně později se celé dobyté oblasti až k Pacifiku začalo říkat Sibiř. Car si přidal ke svým titulům i titul „car Sibiře“. Za čtyřicet let se tak území Ruska zvětšilo o několik milionů kilometrů čtverečních a Rusko se tak stalo největším státem světa, k čemuž mu postačilo pouze „prorazit špunt“ sibiřských chánů.

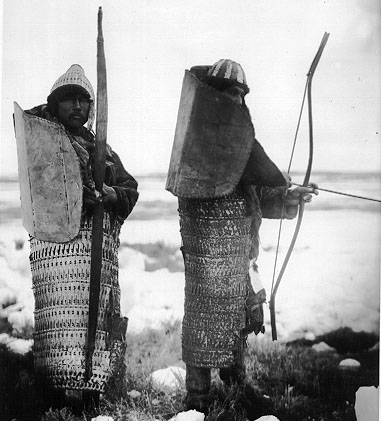
Sibiřští domorodci v lamelových zbrojích

Podobně jako v Americe, ani tato expanze na území domorodých kmenů však nebyla bez obětí. Pro domorodce (jejichž populace se k počátku ruské expanze odhaduje na 300 000) znamenal kontakt s novými osadníky katastrofu šíření nových nemocí, vůči nimž neměli imunitu (zejm. neštovic). Populace Kamčadalů se snížila o 90 procent, Evenků a Jakutů o 80 procent, Mansijců o 50 procent, Jukagirů o 44 procent. Průměrná úmrtnost sibiřských populací při epidemii neštovic byla 50 procent. Tyto epidemie se přitom vracely ve zhruba dvacetiletých intervalech. Ruský archeolog a turkolog Nikolaj Jadrincev roku 1882 konstatoval, že dvanáct sibiřských národů bylo vyhlazeno zcela.
Domorodce však nehubily jen nemoci, ale i zbraně. Ti domorodci, kteří se odmítli podrobit, byli ovládnuti silou - kozáckými útoky, které vedli lidé jako Vasilij Danilovič Pojarkov nebo Jerofej Pavlovič Chabarov. Na Kamčatce byla takto pobita více než polovina populace. Některé kmeny, jako Daurové žijící u Amuru, se raději pod tímto tlakem stáhly k jihu, pod ochranu Čchingů (Číňanů). Žijí na území Číny dodnes. V oblasti Amuru se ale Rusové potýkali s domorodými vzpourami ("červených vousů") po celé 17. století. Zvláště Itelmenové byli velmi nezdolní a provedli tři velká povstání, v letech 1706, 1731 a 1741, přičemž v tom prvním útočili na kozáky jen s kamennými sekyrkami. Také Korjaci v letech 1745–56 povstali - s luky a šípy proti puškám. Obzvláště brutální byly postupy kozáka Pjotra Golovina proti Jakutům. Když nebyl spokojen s výší jasaku, nechal věšet domorodce na háky, metodou bylo i znásilňování žen a dětí. Až genocidní byla politika vůči Čukčům, proti nimž Dmitrij Ivanovič Pavluckij užíval masové vyvražďování a zotročování žen i dětí. Přitom právě Čukčové byli ve svém odporu patrně nejúspěšnější, porazili Rusy v povstání roku 1729 a 1731. To rozzuřilo carevnu Alžbětu Petrovnu a nařídila úplné vyhlazení a vyhnání Čukčů a Korjaků. S tímto cílem proběhl masivní kozácký útok v letech 1744–47. Čukčové však Rusy porazili v bitvě u řeky Orlové, nedaleko Anadyrského ostrohu. V bitvě padl i major Pavluckij. Občas se domorodci dokázali proti Rusům i spojit, v roce 1746 například Čukčové, Korjaci, Itelmenové a Jukagirové vedli koordinovaný útok na ruskou pevnost Nižněkamčatsk.
Přestože zrovna Čukčové si uchovali jistou míru nezávislosti a jejich patnáctitisícová komunita si ji udržuje v rámci Ruské federace dodnes,[zdroj⁠?!] rusifikace Sibiře i Kamčatky byla v celkovém úhrnu mimořádně úspěšná. Na Kamčatce představují dnes potomci původních kmenů jen asi 2,5 procenta populace. Slovanští Rusové převyšují v populaci domorodé národy ve všech oblastech Sibiře, s výjimkou Tuvinské republiky, kde si převahu udrželi turkičtí Tuvinci. Jinak v Burjatské republice tvoří Burjati asi 30 procent populace, v Altajské Altajové asi třetinu apod. Ruský zábor znamenal i katastrofu ekologickou, uplatňování vysokých dávek jasaku v kožešinách vedlo k vyhubení mnoha živočišných druhů. Také o stáda sobů se kolonisté nedokázali starat, takže také sobi se dostali na práh vyhynutí.